# Pseudodiploexochus pacificus
Pseudodiploexochus pacificus är en kräftdjursart som beskrevs av Lewis1998. Pseudodiploexochus pacificus ingår i släktet Pseudodiploexochus och familjen Armadillidae. Inga underarter finns listade i Catalogue of Life.